# Kamo (langue)
Pour les articles homonymes, voir Kamo.
Le kamo (Ma, Nyii Ma) est l'une des langues Savanna de l'État de Gombe, dans l'est du Nigeria.
À l'origine, les locuteurs se sont installés sur la colline de Kamo, mais cette langue a été abandonnée au fur et à mesure que les locuteurs descendaient dans les plaines au cours du 20e siècle.